# Fußball-Weltmeisterschaft 1950/Qualifikation
Die Qualifikationsspiele für die Fußball-Weltmeisterschaft 1950 fanden vom 2. Juni 1949 bis zum 15. April 1950 statt. 32 Mannschaften – exklusive den bereits qualifizierten Teilnehmern Italien (Titelverteidiger) und Brasilien (Gastgeber) – hatten sich für die Qualifikation angemeldet, um die 14 Endrundenplätze auszuspielen.

## Übersicht

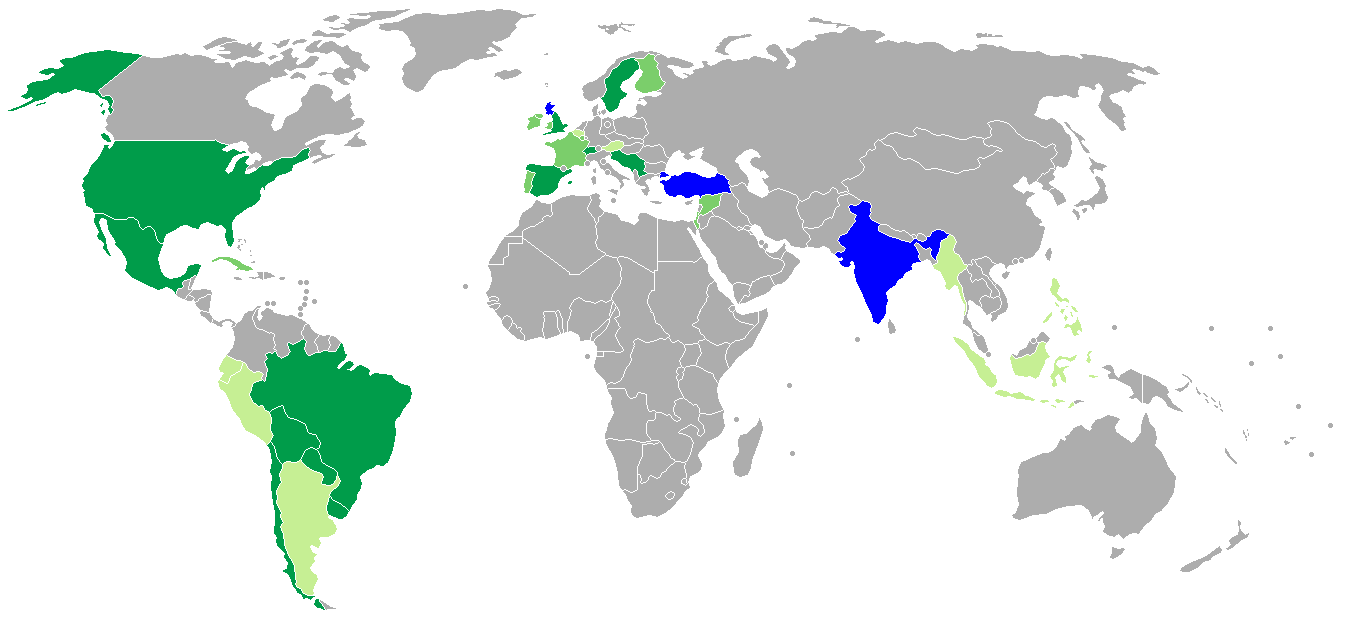
Teilnehmer der Qualifikation zur WM 1950

Für die Weltmeisterschaft 1950 in Brasilien hatten sich insgesamt 34 Mannschaften gemeldet. Darunter waren:
- 16 Mannschaften aus Europa (mit Titelverteidiger Italien)
- 3 Mannschaften aus Vorderasien
- 8 Mannschaften aus Südamerika (mit Gastgeber Brasilien)
- 3 Mannschaften aus Nord- und Mittelamerika
- 4 Mannschaften aus Südostasien

Aus Afrika und Ozeanien meldeten sich keine Mannschaften. Da die WM-Endrunde mit 16 Mannschaften ausgetragen wurde und Titelverteidiger Italien und Gastgeber Brasilien gesetzt waren, standen für die verbliebenen 32 Mannschaften 14 freie Endrundenplätze zur Verfügung, von denen Europa sieben, Südamerika vier, Nord- und Mittelamerika zwei und Südostasien einen Platz erhielt. Neun Mannschaften zogen ihre Meldung an den kontinentalen Ausscheidungsturnieren zurück, was zur Folge hatte, dass vier der übrigen Teilnehmer kampflos für die WM-Endrunde qualifiziert waren.
Die Qualifikation hatte das folgende, 16 Mannschaften umfassende Teilnehmerfeld für die WM-Endrunde als Ergebnis:
| Titelverteidiger :           | Italien  |              | Gastgeber : | Brasilien   |
| 7 an Europa und Vorderasien  | England  | Schottland 1 | Türkei 1    | Jugoslawien |
|                              | Schweiz  | Schweden     | Spanien     |             |
| 4 an Südamerika              | Chile    | Bolivien     | Uruguay     | Paraguay    |
| 2 an Nord- und Mittelamerika | Mexiko   | USA          |             |             |
| 1 an Südostasien             | Indien 1 |              |             |             |

## Europa und Vorderasien
Italien war als Titelverteidiger automatisch für das Endrundenturnier in Brasilien gesetzt. Aus den damals drei deutschen Staaten nahm keine Auswahl teil, denn der DFB wurde erst nach der WM 1950 wieder in die FIFA aufgenommen, das Saarland sowie die DDR waren auch noch nicht in der Lage, teilzunehmen. Die übrigen 15 Mannschaften aus Europa spielten in insgesamt sechs Gruppen, darunter einer Vierer-, vier Dreier- und einer Zweiergruppe. In der Vierergruppe spielten ausschließlich britische Mannschaften, da diese Ausscheidungsspiele gleichzeitig das British Home Championship darstellten. Der Sieger und der Zweitplatzierte qualifizierte sich für die WM-Endrunde, aus den anderen Gruppen dagegen nur der Gruppensieger. In den Dreiergruppen (außer Gruppe 5) und der Zweiergruppe wurden die Spiele im K.-o.-System mit Hin- und Rückspiel ausgetragen.

### Gruppe 1
England und Schottland konnten sich für die WM-Endrunde qualifizieren. Schottland verzichtete allerdings auf eine Teilnahme, da man ursprünglich nur als Gruppenerster am Turnier teilnehmen wollte.
| Pl. | Land       | Sp. | S | U | N | Tore    | Diff. | Punkte |
| --- | ---------- | --- | - | - | - | ------- | ----- | ------ |
| 1.  | England    | 3   | 3 | 0 | 0 | 014:300 | +11   | 06:0   |
| 2.  | Schottland | 3   | 2 | 0 | 1 | 010:300 | +7    | 04:20  |
| 3.  | Wales      | 3   | 0 | 1 | 2 | 001:600 | −5    | 01:50  |
| 4.  | Nordirland | 3   | 0 | 1 | 2 | 004:170 | −13   | 01:50  |

#### Spielergebnisse
| 01.10.1949 | Belfast | Nordirland | – | Schottland | 2:8 (0:3) |
| 15.10.1949 | Cardiff | Wales      | – | England    | 1:4 (0:3) |
| 09.11.1949 | Glasgow | Schottland | – | Wales      | 2:0 (1:0) |

### Gruppe 2
Syrien verzichtete nach einem Spiel auf eine weitere Teilnahme am Qualifikationsturnier, wodurch Gegner Türkei automatisch die 2. Ausscheidungsrunde gegen Österreich erreichte. Vor dem Spiel zogen die Österreicher ebenfalls ihre Mannschaft zurück, wodurch die Türkei für die WM-Endrunde qualifiziert war. Doch sie machten von ihrem Startrecht keinen Gebrauch.

#### Spielergebnisse

##### 1. Runde
| Datum      |        | Ergebnis  |        | Ort    |
| ---------- | ------ | --------- | ------ | ------ |
| 20.11.1949 | Türkei | 7:0 (3:0) | Syrien | Ankara |

##### 2. Runde
|        | Ergebnis |                        |
| ------ | -------- | ---------------------- |
| Türkei |          | Österreich verzichtete |

### Gruppe 3
Jugoslawien gewann das Entscheidungsspiel gegen Frankreich und qualifizierte sich so für die Endrunde in Brasilien. Die unterlegenen Franzosen bekamen anschließend das Angebot, bei der Endrunde den Startplatz der abgesprungenen Schotten einzunehmen. Nach Bekanntwerden der weit auseinanderliegenden Spielorte wurde dies jedoch abgelehnt.

#### Spielergebnisse

##### 1. Runde
| Datum      |             | Ergebnis  |             | Ort      |
| ---------- | ----------- | --------- | ----------- | -------- |
| 21.08.1949 | Jugoslawien | 6:0 (4:0) | Israel      | Belgrad  |
| 18.09.1949 | Israel      | 2:5 (0:3) | Jugoslawien | Tel Aviv |
| Gesamt:    | Jugoslawien | 11:20     | Israel      |          |

##### 2. Runde
| Datum      |             | Ergebnis  |             | Ort      |
| ---------- | ----------- | --------- | ----------- | -------- |
| 09.10.1949 | Jugoslawien | 1:1 (1:0) | Frankreich  | Belgrad  |
| 30.10.1949 | Frankreich  | 1:1 (1:1) | Jugoslawien | Colombes |
| Gesamt:    | Jugoslawien | 2:2       | Frankreich  |          |

| Datum      |             | Ergebnis             |            | Ort     |
| ---------- | ----------- | -------------------- | ---------- | ------- |
| 11.12.1949 | Jugoslawien | 3:2 n. V. (2:2, 1:1) | Frankreich | Florenz |

### Gruppe 4
Die Schweiz erreichte durch zwei Siege über Luxemburg die 2. Ausscheidungsrunde, in der man gegen Belgien antreten sollte. Diese verzichteten jedoch, wodurch die Eidgenossen für die WM-Endrunde qualifiziert waren.

#### Spielergebnisse

##### 1. Runde
| Datum      |           | Ergebnis  |           | Ort       |
| ---------- | --------- | --------- | --------- | --------- |
| 26.06.1949 | Schweiz   | 5:2 (3:1) | Luxemburg | Zürich    |
| 18.09.1949 | Luxemburg | 2:3 (2:1) | Schweiz   | Luxemburg |
| Gesamt:    | Schweiz   | 5:2 (3:1) | Luxemburg |           |

##### 2. Runde
|         | Ergebnis |                     |
| ------- | -------- | ------------------- |
| Schweiz |          | Belgien verzichtete |

### Gruppe 5
Finnland verzichtete auf das letzte Spiel gegen Schweden, woraufhin die FIFA alle Spiele mit finnischer Beteiligung annullierte. Schweden qualifizierte sich somit in zwei Spielen gegen Irland für die WM-Endrunde.
| Pl. | Land     | Sp. | S | U | N | Tore    | Diff. | Punkte |
| --- | -------- | --- | - | - | - | ------- | ----- | ------ |
| 1.  | Schweden | 2   | 2 | 0 | 0 | 006:200 | +4    | 04:0   |
| 2.  | Irland   | 2   | 0 | 0 | 2 | 002:600 | −4    | 0:40   |
| 3.  | Finnland | 0   | 0 | 0 | 0 | 000:000 | ±0    | 0:0    |

Finnland hat zurückgezogen

#### Spielergebnisse
| 02.06.1949 | Stockholm | Schweden | – | Irland   | 3:1 (2:1) |
| 08.09.1949 | Dublin    | Irland   | – | Finnland | 3:0 (2:0) |
| 02.10.1949 | Malmö     | Schweden | – | Finnland | 8:1 (5:1) |

### Gruppe 6
Spanien konnte sich in zwei Spielen gegen Portugal durchsetzen und war somit für die Endrunde in Brasilien qualifiziert. Portugal erhielt später das Angebot, den Startplatz der zurückgezogenen türkischen Mannschaft wahrzunehmen, lehnte jedoch ab.

#### Spielergebnisse
| 02.04.1950 | Madrid   | Spanien  | – | Portugal | 5:1 (3:1) |
| 09.04.1950 | Lissabon | Portugal | – | Spanien  | 2:2 (0:1) |

## Südamerika
Mit Gastgeber Brasilien war bereits eine Mannschaft aus Südamerika für die Endrunde gesetzt. Die übrigen sieben Mannschaften spielten in zwei Gruppen um die Startplätze. Da jedoch Argentinien aus Gruppe 7 sowie Peru und Ecuador aus Gruppe 8 ihre Teilnahme zurückzogen, qualifizierten sich die übrigen Mannschaften automatisch für die WM.

### Gruppe 7

#### Spielergebnisse
| 26.02.1950 | La Paz | Bolivien    | – | Chile | 2:0 (0:0)     |
|            |        | Argentinien |   |       | zurückgezogen |

### Gruppe 8

#### Spielergebnisse
| Uruguay | Paraguay | Ecuador | Peru | keine Spiele ausgetragen |

## Nord- und Mittelamerika
Die drei gemeldeten Mannschaften Mexiko, USA und Kuba spielten ihr Ausscheidungsturnier in Mexiko-Stadt. Dabei spielten die Mannschaften jeweils zweimal gegeneinander. Die beiden besten Mannschaften aus Mexiko und den USA qualifizierten sich letztendlich für die WM-Endrunde.

### Gruppe 9
| Pl. | Land               | Sp. | S | U | N | Tore    | Diff. | Punkte |
| --- | ------------------ | --- | - | - | - | ------- | ----- | ------ |
| 1.  | Mexiko             | 4   | 4 | 0 | 0 | 017:200 | +15   | 08:0   |
| 2.  | Vereinigte Staaten | 4   | 1 | 1 | 2 | 008:150 | −7    | 03:50  |
| 3.  | Kuba               | 4   | 0 | 1 | 3 | 003:110 | −8    | 01:70  |

#### Spielergebnisse
| 04.09.1949 | Mexiko-Stadt | Mexiko             | – | Vereinigte Staaten | 6:0 (3:0) |
| 11.09.1949 | Mexiko-Stadt | Mexiko             | – | Kuba               | 2:0 (1:0) |
| 14.09.1949 | Mexiko-Stadt | Vereinigte Staaten | – | Kuba               | 1:1 (1:1) |

## Asien
Vier Mannschaften aus Asien meldeten ursprünglich für die Qualifikation, die in zwei Runden ausgetragen werden sollte. Nachdem alle Teams außer Indien ihre Teilnahme zurückgezogen hatten, war Indien kampflos für die WM-Endrunde qualifiziert gewesen. Später verzichtete aber auch Indien auf sein Startrecht.

### Gruppe 10

#### Spielergebnisse
1. Runde
| Indien      | – | Birma      | Birma verzichtete  |
| Philippinen | − | Indonesien | Beide verzichteten |

## Weblink
- RSSSF - Qualifikation zur Weltmeisterschaft 1950